# Jak ogień i płomienie
Jak ogień i płomienie – film, którego akcja toczy się w Berlinie w latach 1982 i 1990.

## Treść
Dziewczyna z Berlina zachodniego  spotyka punka z Berlina wschodniego i zakochują się w sobie. Później stają im na przeszkodzie granice, więzienie. Dziewczyna wyjeżdża do USA.  W 1990, po upadku muru, wraca by odnaleźć swojego "Kapitana".

## Główne postacie
Siedemnastoletnia Nele urodziła się i wychowywała w zachodniej części miasta. Druga strona, znajdująca się za murem, wydawała się jej szara i pusta, dopóki po raz pierwszy nie przekroczyła "żelaznej kurtyny" i nie poznała "Kapitana", który pochodził ze wschodniego Berlina. Nie mogli znaleźć w mieście miejsca, gdzie mogliby zapomnieć o okropności otoczenia. Ojciec chłopaka, ani jego gang nie akceptowali dziewczyny, jej koledzy byli zazdrośni, a tajna policja chciała aresztować chłopaka.

## Realizacja
Film twórców obrazu Biegnij Lola, biegnij ze scenariuszem Natji Brunckhorst, znanej z głównej roli w filmie My, dzieci z dworca Zoo. Starannie oddane realia Berlina wczesnych lat osiemdziesiątych. Film zrealizowany przy wsparciu niemieckiej telewizji, o bardzo wysokiej jakości jak na standardy telewizyjne. Zawiera wiele szczegółów rzeczywistości wschodnich Niemiec. Bardzo realistyczne osadzenie, styl wizualny podnosi emocje wywołane przez treść.